# Hypnum stissophyllum
Hypnum stissophyllum là một loài Rêu trong họ Hypnaceae. Loài này được Hampe & Müll. Hal. mô tả khoa học đầu tiên năm 1851.